# 克爾 (伊利諾伊州)
克爾（英語：Kell）是位於美國伊利諾伊州馬里昂縣的一個村落。

## 地理
克爾的座標為38°29′27″N 88°54′22″W / 38.49083°N 88.90611°W，而該地最高點為海拔高度184米（即604英尺）。

## 人口
根據2010年美國人口普查的數據，克爾的面積為2.62平方千米，當中陸地面積為2.62平方千米，而水域面積為0.00平方千米。當地共有人口219人，而人口密度為每平方千米83人。